# Wilted
Wilted (stilizzato wilted con l'iniziale minuscola) è il primo album da solista della cantante statunitense Paris Jackson, pubblicato il 13 novembre 2020 dalla Republic Records.
Nella sua prima settimana di permanenza nelle classifiche, l'album ha raggiunto la posizione numero 1 della classifica di iTunes US Alternative Album Chart e la numero 34 nella classifica generale statunitense.

## Descrizione
Anticipato dal singolo let down, scritto dalla stessa Jackson, che segna la sua prima pubblicazione da solista per la Republic Records, con la quale ha firmato un contratto nel 2020, wilted è il primo album da solista della 22enne sul quale ha iniziato a lavorare mentre stava elaborando una dolorosa rottura.
La cantante ha annunciato l'uscita del primo singolo e dell'album direttamente dai suoi profili social, Facebook e Instagram, dove ha scritto:
(Paris Jackson, 2020)
L'artista ha inoltre dichiarato che scrivere il suo album di debutto come solista le ha dato «così tanta guarigione», poiché lo ha fatto in parte per aiutarla a elaborare le emozioni di molti avvenimenti dolorosi nella sua vita, tra i quali la morte improvvisa di suo padre, il cantante Michael Jackson, quando lei aveva solo 11 anni, oltre alla rottura col suo ex ragazzo, il cantante Gabriel Glenn:
(Paris Jackson)
Per wilted la Jackson ha reclutato i due artisti indie Andy Hull e Robert McDowell della band di Atlanta, Manchester Orchestra. Jackson era una loro grande fan al punto da farsi tatuare su un braccio l'artwork della copertina del loro album del 2017 A Black Mile to the Surface. I due artisti hanno lavorato assiduamente alla produzione di wilted. Paris Jackson ha co-scritto 9 delle 11 tracce con Andy Hull, le altre 2 le ha scritte da sola.

### Il titolo dell'album e la copertina
La cantante ha chiamato l'album "wilted" (appassito) in onore della dualità tra amore e crepacuore e per questo ha scelto come immagine di copertina il disegno di un fiore appassito con un occhio al suo centro, mentre come copertina del primo singolo, e per pubblicizzare l'album nelle immagini di copertina dei suoi social, l'artista ha usato l'immagine di un fungo antropomorfo:
(Paris Jackson)

## Tracce
Testi e musiche di Paris Jackson e Andy Hull.
1. collide – 2:54
2. undone – 4:42
3. repair – 4:17
4. cosmic – 4:11
5. dead sea – 4:21
6. let down – 4:17
7. eyelids (feat. Andy Hull) – 3:26
8. scorpio rising – 4:07
9. freight train – 3:12
10. wilted – 4:27
11. another spring – 4:51

- Per una scelta stilistica dell'artista, tutti i titoli delle canzoni sono scritti con le lettere iniziali in minuscolo.[9][10][11][12]

## Accoglienza
| Recensione       | Giudizio |
| ---------------- | -------- |
| Rolling Stone    |          |
| AllMusic         |          |
| NME              |          |
| The Sunday Times |          |

L'album è stato accolto positivamente dai critici musicali dove molti commentatori si sono soffermati sull'immancabile confronto tra la voce della Jackson con quella del padre, Michael Jackson. Keith Harris di Rolling Stone ha definito la Jackson come «straordinariamente equilibrata al suo debutto da solista» aggiungendo che «anche se l'umore di Wilted è tutt'altro che solare, qui c'è poca tragedia o disperazione totale» notando come nell'album prevalga «un'accogliente malinconia». Il critico ha descritto l'album come pervaso da un'atmosfera «Gaelica» che il critico dice che ci si aspetterebbe da «un album dei Cranberries» piuttosto che dalla figlia del Re del Pop.
AllMusic ha dato una recensione entusiasta all'album descrivendolo come «un tuffo lussureggiante e meraviglioso nelle fosse della disperazione post-rottura e del crepacuore, più spiritualmente allineato con il doloroso Sea Change di Beck o qualcosa dei primi Bright Eyes» e concludendo che «sebbene Wilted trabocchi del dolore di uno spirito devastato, è un'esperienza completamente coinvolgente che finisce per essere estremamente catartica, una straordinaria prima dichiarazione da solista di una giovane voce promettente con una profondità oltre i suoi anni».
Il sito NME ha lodato «le voci ammalianti stratificate, i luccicanti fraseggi di chitarra elettrica e le strane progressioni di accordi che permeano Wilted» notando come l'album «dia il suo meglio quando questi elementi alt-rock sono in prima linea», confrontando il singolo Let Down, che definisce «lussureggiante», coi lavori dei Coldplay e dei Radiohead. Il critico conclude definendo l'album «avvincente, incoerente e, a volte, eccellente» descrivendolo come «un assaggio dell'artista che la Jackson potrebbe diventare».
Il New York Post ha descritto le atmosfere dell'album come «uno stordimento sognante, un sentimento afoso, un malumore inquietante» descrivendo Paris come «meditabonda» e lo stile dell'album come «confessionale intimità silenziosa», il critico ha aggiunto che «l'atmosfera low-key funziona a favore della Jackson, perché ti dimentichi completamente dei suoi famosi parenti».
Il Sunday Times ha descritto l'album come «folk-rock acustico, serpeggiante e hippie-friendly» mentre ha descritto la voce della cantante come «una voce piacevolmente languida, esaltata al meglio dalle dolci canzoni d'amore».
La giornalista Kate French-Morris di The Forty-Five descrive Wilted della Jackson come un album che «inchioda il genere folk-pop e si allontana dall'ombra della sua eredità», confrontando il suo stile a quello di «Swift, Phoebe Bridgers, Sugababes, Snow Patrol (in particolare, il video musicale Open Your Eyes dove guidano per le graziose strade di Parigi), colonne sonore di film come Noi siamo infinito o qualsiasi altra cosa di John Green e taccuini pieni di testi copiati con grafia adolescenziale» aggiungendo che «nessuna di queste cose è necessariamente cattiva! Se la visione originale della Jackson per il disco è caduta lungo linee così romantico-melodrammatiche, Wilted ha successo e, cosa più importante, sembra genuino».
Il giornalista Roger Friedman lo ha descritto come «un album pop molto ascoltabile, fantastico e lunatico» e, cercando anche lui una somiglianza con lo stile di altri artisti, afferma che «ha un'atmosfera da Enya, ma è più di questo. La voce di Paris scivola su una nuvola sottile di elettronica e chitarra acustica. Ciò che aiuta davvero è che le canzoni hanno melodie e ganci, sono orecchiabili. Vuoi subito riascoltarle. [...] another spring, che potrebbe essere il suo successo, ha un'atmosfera country folk perfetta per la radio Adult Contemporary, molto Cranberries. Ricorda lo stile di Dolores O'Riordan».

## Personale
- Compositrice, testi, voce: Paris Jackson[22]
- Produttore, corista, chitarra elettrica, tastiere, compositore: Andy Hull
- Chitarra acustica, basso elettrico, batteria, pianoforte, ingegnere del suono: Dan Hannon
- Masterizzatori: Jamie Martens, Paul Blakemore
- Missaggio: Catherine Marks
- Chitarra: Robert McDowell[6]